# Luštica
Luštica, popis 2003.; skupaj: 338
Luštica (izvirno črnogorsko Луштица) je naselje v Črni gori, na istoimenskem polotoku, ki z vzhodne strani zapira vhod v Boko Kotorsko in ki upravno spada pod občino Herceg Novi (gl. Hercegnovi, ki je na nasprotni obali zaliva).

## Demografija
| 1948 | 1953 | 1961 | 1971 | 1981 | 1991 | 2003 |     |     |
| 673  | 681  | 649  | 570  | 452  | 341  | 337  | 338 | 338 |